# Gran Piemonte 2023
Il Gran Piemonte 2023, centosettesima edizione della corsa e valida come cinquantaduesima prova dell'UCI ProSeries 2023 categoria 1.Pro, si svolse il 5 ottobre 2023 su un percorso di 196,5 km, con partenza da Borgofranco d'Ivrea e arrivo a Favria, in Italia. La vittoria fu appannaggio dell'italiano Andrea Bagioli, il quale completò il percorso in 3h20'25", alla media di 45,505 km/h, precedendo lo svizzero Marc Hirschi e lo spagnolo Alex Aranburu.

## Squadre e corridori partecipanti
| N.      | Cod. | Squadra                           |
| ------- | ---- | --------------------------------- |
| 1-7     | MOV  | Movistar Team                     |
| 11-17   | ADC  | Alpecin-Deceuninck                |
| 21-27   | AQT  | Astana Qazaqstan Team             |
| 31-37   | TBV  | Bahrain Victorious                |
| 41-47   | BOH  | Bora-Hansgrohe                    |
| 51-57   | COF  | Cofidis                           |
| 61-67   | COR  | Corratec Selle Italia             |
| 71-77   | EFE  | EF Education-EasyPost             |
| 81-87   | EOK  | Eolo-Kometa Cycling Team          |
| 91-97   | GBF  | Green Project-BardianiCSF-Faizanè |
| 101-107 | IGD  | Ineos Grenadiers                  |

| N.      | Cod. | Squadra                  |
| ------- | ---- | ------------------------ |
| 111-117 | ICW  | Intermarché-Circus-Wanty |
| 121-126 | IPT  | Israel-Premier Tech      |
| 131-137 | TJV  | Jumbo-Visma              |
| 141-147 | LTK  | Lidl-Trek                |
| 151-157 | LTD  | Lotto Dstny              |
| 161-167 | Q36  | Q36.5 Pro Cycling Team   |
| 171-177 | SOQ  | Soudal Quick-Step        |
| 181-187 | DSM  | Team DSM-Firmenich       |
| 191-197 | JAY  | Team Jayco AlUla         |
| 201-207 | TUD  | Tudor Pro Cycling Team   |
| 211-217 | UAD  | UAE Team Emirates        |

## Ordine d'arrivo (Top 10)
| Pos. | Corridore         | Squadra     | Tempo    |
| ---- | ----------------- | ----------- | -------- |
| 1    | Andrea Bagioli    | Soudal      | 3h20'25" |
| 2    | Marc Hirschi      | UAE         | s.t.     |
| 3    | Alex Aranburu     | Movistar    | s.t.     |
| 4    | Guillaume Martin  | Cofidis     | a 2"     |
| 5    | Filippo Ganna     | Ineos       | a 11"    |
| 6    | Rui Costa         | Intermarché | s.t.     |
| 7    | Georg Zimmermann  | Intermarché | s.t.     |
| 8    | Martin Marcellusi | Gr. Project | a 16"    |
| 9    | Harold Tejada     | Astana      | s.t.     |
| 10   | Antonio Tiberi    | Bahrain     | s.t.     |